# Бейза
Бейза, или восточноафриканский орикс (лат. Oryx beisa) — антилопа из рода сернобыков, ранее широко распространённая в пустынях и полупустынях северо-восточной Африки.

## Общие данные
Антилопы вида орикс бейза достигают длины тела от 160 до 190 см и длины хвоста от 70 до 80 см. Высота животных в плече равна 110—120 см; их масса составляет от 150 до 200 килограммов. Шерсть на спине — серо-коричневая, на животе — белая, по границе между этими цветами по телу проходит узкая чёрная полоса. Также на коленях передних ног и на морде можно видеть чёрные пятна — от основания рогов, через глаза и к щекам животного. Небольшие чёрные пятна имеются также на лбу и носу. Уши длинные и узкие, рога длинные и тонкие, от 75 до 120 см у антилоп обоего пола.
Ориксы бейза ведут стадный образ жизни, группами от 6 до 40 животных. Старые самцы, как правило, одиночки. В стадах антилопы подчиняются определённой иерархии; ведущей в стаде является одна из самок, наиболее сильный самец замыкает и охраняет его. При какой-либо опасности эти антилопы, как правило, спасаются бегством, однако в некоторых случаях группой защищаются от нападающих своими длинными рогами, которыми способны нанести тяжёлые ранения. Животные биологически приспособлены к жизни в пустынных и жарких условиях. Так, их температура тела может повышаться до +46°, без каких-либо последствий для здоровья животных. Питаются они травой, листьями, фруктами и другим растительным материалом.

## Распространение
Ориксы бейза живут на огромной территории от Эритреи и Джибути, через Сомали и Эфиопию вплоть до Кении и Танзании, ранее также — в северо-восточной Уганде. Антилопы обитают в сухих степях, полупустынях и саваннах. Животные этого вида, согласно определению Международного союза охраны природы, находятся под обозначением Near threatened (близки к уязвимому положению) (NT) — вследствие варварской охоты на них и сокращения привычной для этих антилоп площади их среды обитания.

## Размножение
Определённого периода для спаривания животных не существует. Беременность у этих антилоп длится от 8,5 до 10 месяцев. Через 3,5 месяца после рождения детёныш начинает питаться растительной пищей. Половозрелость самок наступает в возрасте от 1,5 до 2 лет, у самцов — в возрасте 5 лет. Продолжительность жизни — до 18 лет.